# 节约河
节约河也称明镜西河，位于中华人民共和国青海省治多县西部羌塘高原地区的一条河流，发源于冬布勒山北坡，上游总体自西南向东北流，于节约湖南岸入湖，丰水期径流经调节后，从该湖东南部泄出，向东最终汇入明镜湖。河流全长71千米，总落差620米，河床平均比降8.7‰，流域面积627平方千米。